# Lu do Magalu
Lu ou Lu do Magalu é uma influenciadora digital virtual criada para a estratégia de marketing do Magazine Luiza. Sua primeira aparição na internet foi em 2009 no YouTube para a promoção do iBlogTV.
De acordo com o site Virtual Humans, Lu é a maior influenciadora digital do mundo, superando a Barbie e a Minnie, acumulando o maior número de seguidores na internet com mais de 30 milhões de seguidores em plataformas digitais (Twitter, Instagram, Facebook, YouTube e  TikTok).
A influenciadora participa ativamente de atividades promocionais do Magalu com a publicação de vídeos de unboxing, avaliações de produtos e dicas de softwares e aplicativos.

## Redes sociais
Sua primeira aparição na internet foi em 2009 no YouTube para a promoção do iBlogTV. A primeira aparição de Lu em pé e se movimentando aconteceu no TikTok.
Em 2020, Lu participou dos clipes musicais de My Head (Can’t Get You Out), com DJ Alok, Rio, o Magalu Chegou Geral e Tudo Tem no Magalu, com Anitta. Em 18 de julho de 2021, participou do Super Dança dos Famosos, da TV Globo. Ela participou através de uma tecnologia 3D desenvolvida junto com a Globo. Em 21 de agosto de 2024, fez no Magalu Expo com seu novo avatar, que contava com recursos de inteligência artificial e rodava na engine Unreal.

## Campanhas
Em 2020, ela foi contratada para estrelar uma campanha de marketing da Adidas e foi a primeira personalidade brasileira, além dos atletas patrocinados pela Red Bull, a ser retratada nos cartoons da marca.
Em 2022 realizou uma ação de marketing na Times Square, em Nova York, com a Samsung. 

## Assédio
Lu já foi assediada diversas vezes por internautas, com o BuzzFeed publicando matéria com alguns prints recebido pela influenciadora digital. Em 30 de agosto de 2018, Lu postou um comentário nas contas oficiais da empresa no Facebook e no Instagram reclamando das cantadas desrespeitosas que estava recebendo. Após a postagem, Lu foi atualizada para responder mensagens de assédio de forma contundente.

## Prêmios
Em 2022 recebeu inúmeros prêmios como o Grande Prêmio Colunistas 2022, Effie Awards Brasil e Latin America 2022, Leão de Ouro de Cannes 2022 e 2 prêmios de uma vez no El Ojo 2022 (ouro na categoria Influencer Digital e Social e bronze em Ações em Redes Sociais Para um Produto). 
No ano de 2023 a Lu recebeu o prêmio “Grand Clio Awards” 2023 na categoria Uso de
Talentos e Influenciadores, um troféu de prata na categoria Entretenimento e Conteúdo de Marca e uma estatueta de bronze no quesito Eficácia Criativa. 